# Юсуфов, Фархад
Фархад Юсуфов, известный как Марк Жозеф (Mark Joseph, род. 10 мая 1956 год, Москва, СССР) — советский, затем канадский кинорежиссёр, актёр, сценарист, монтажёр, продюсер.

## Биография
Фархад Юсуфов родился в Москве, вырос в Баку, закончил, как пианист, специальную музыкальную школу при консерватории. Обучался два года изобразительному искусству, затем поступил на актёрский факультет. Будучи студентом был приглашён в кино, в частности сыграл главную роль в кино-эпосе Бенциона Кимягарова «Сказание о Сиявуше» по поэме Фирдоуси.
В 1976 году поступил во ВГИК на отделение „режиссура художественного фильма“, в мастерскую Ефима Дзигана. Окончил его в 1982 году защитой диплома — фильмом «Остров в полдень», по мотивам одноименного рассказа Хулио Кортасара. Также сыграл главную роль в фильме «Прерванная серенада» со Светланой Томой и Муслимом Магомаевым, у писателя и режиссёра Максуда Ибрагимбекова.
В 1986 году снял первый полнометражный художественный  фильм «В условиях неочевидности», о работе прокуратуры, по сценарию Рамиза Фаталиева. В 1987 году на Закавказском кинофоруме фильм был отмечен критиками журнала “Искусство Кино”, как один из лучших, за стилистическое решение - криминальная хроника. В 1988 году написал в соавторстве сценарий «Жаркие Ветры». 
В 1989 году уехал из СССР. Сейчас[когда?] проживает в Канаде, в городе Монреаль. В Канаде, Марк Жозеф пишет[когда?] сценарий полнометражного фильма «Заблуждение», учится[когда?] и получает[когда?] дипломы графического дизайнера и видео-монтажёра. В качестве режиссёра снимает[когда?] рекламу, работает[когда?] на телевидении (телеканал RTVC), где создает[когда?] ряд авторских программ. 
Последние несколько лет[каких?] посвятил работе над экспериментальным проектом «Корзина Снов» — циклом документальных фильмов, который рассказывает о сегодняшней жизни коренных жителей планеты в разных её уголках. Первый фильм, «Саладо», был снят в тропиках Перу и номинирован на конкурс Фестиваля Российского кино Окно в Европу в Выборге в 2015 году. В настоящее время[когда?] Марк Жозеф продолжает работу над следующими фильмами цикла «Корзины Снов», а также работает в соавторстве над сценарием художественного фильма.

## Фильмография
Актёр
- “Свет погасших костров” - 1975 - Турал
- “Сказание о Сиявуше” - 1977 - Сиявуш
- “Прерванная серенада” - 1979 - Микаил
- “Низами” - 1984 - Александр Македонский
- “Сделка” - 1985 - криминал

Режиссёр
- “Правила игры” - 1979
- “Остров в полдень” - 1982
- “В условиях неочевидности” - 1986
- “Канадский синдром” - 2010, ТВ шоу, 4 эпизода
- “Се-ля-ви” - 2011, ТВ шоу, 20 эпизодов
- “Семья от А до Я” - 2011, ТВ шоу, 1 эпизод
- “Штрихи к портрету - Евгений Соколов” - 2014, документальное эссе
- “Саладо. Корзина Снов” - 2014

Сценарист
- “Правила игры” - 1979
- “Остров в полдень” - 1982, соавтор - В. Зеленский
- “Жаркие Ветры” - 1988, соавтор - Ч. Шарифов
- “Заблуждение” - 1996, соавтор - Д. Брукс
- “Канадский синдром” - 2010
- “Се-ля-ви” - 2011, соавтор - И. Клец
- “Саладо. Корзина Снов” - 2014

Монтажёр
- “Правила игры” - 1979
- “Остров в полдень” - 1982
- “В условиях неочевидности” - 1986
- “Канадский синдром” - 2010
- “Се-ля-ви” - 2011
- “Семья от А до Я” - 2011
- “Штрихи к портрету - Евгений Соколов” - 2014
- “Саладо. Корзина Снов” - 2014

Продюсер
- “Саладо. Корзина Снов” - 2014